# Vid de putere
În politologie și istorie politică, vidul de putere reprezintă, prin analogia la un vid propriu-zis, starea ce are loc atunci când o persoană aflată într-o poziție de putere își pierde controlul asupra acestei puteri, fără a exista o persoană care să o poată înlocui.